# Proasellus barduanii
Proasellus barduanii is een pissebed uit de familie Asellidae. De wetenschappelijke naam van de soort is voor het eerst geldig gepubliceerd in 1982 door Alouf, Henry & Magniez.